# Rotwellsche Grammatik
Die vorgeblich 1755 in Frankfurt am Main, tatsächlich jedoch 1754 in Leipzig bei Christian Friedrich Geßner erschienene Rotwellsche Grammatik ist ein bedeutendes sprach- und kulturhistorisches Dokument. Es diente zur Dekodierung des Rotwelsch und gehört damit in die Tradition der sog. Enthüllungsschriften. Die „Rotwellsche Grammatik oder Sprachkunst“ markiert den Schlusspunkt eines ganzen Zyklus von Drucken unter diesem Titel. In weiteren Bezügen beschließt sie die Traditionslinie des hochdeutschen Liber Vagatorum (um 1510) als eine der ersten gedruckten Rotwelschquellen.

## Inhalt
- S. [1] Titelblatt
- S. [2] zweispaltige Textprobe Rotwelsch-Deutsch: Der Camesirer An die Gleicher / Der gelehrte Bettler an die Gesellen
- S. [3–6] Vorrede an den Leser: Geehrtester Leser!
- S. [7] Vacat
- S. [8] Labyrinth-Rätselzeichnung mit Reimspruch: Ob schon ein tummer Kopf den Zug ohnmöglich acht, So wird er doch durch Witz und Fleiß zum Ende bracht.
- S. 1–28 Wörterbuch Rotwelsch-Deutsch
- S. 29–50 Wörterbuch Deutsch-Rotwelsch
- S. 51–66 Der Rotwelschen Sprach=Kunst Dritte Abhandlung. Abhandelnt Die historischen Nachahmungen, durch welche ein Anfänger desto eher zur Vollkommenheit gelangen kan. Philander, ein junger Kaufmanns=Diener …
- S. 67–72 Der Rotwelschen Sprach=Kunst Vierdte Abhandlung. Breger … Pflüger, (Typen von Bettlern).

## Zweck
Sowohl in der Titelei als auch in seiner Vorrede legt der anonyme Herausgeber sein mit der Herausgabe der Rotwelschen Grammatik verbundenes Ziel klar: Das ist:/ Anweisung/ wie man diese Sprache in wenig Stunden/ erlernen, reden, und verstehen möge;/ Absonderlich denenjenigen zum Nutzen und/ Vortheil, die sich auf Reisen, in Wirtshäu=/ sern und andern Gesellschafften befinden,/ das daselbst einschleichende Spitzbuben=Gesindel,/ die sich dieser Sprache befleißigen, zu erkennen, um/ ihren diebischen Anschlägen dadurch zu/ entgehen;/ Nebst einigen/ Historischen Nachahmungen,/ durch welche ein Anfänger desto eher zur/ Vollkommenheit gelangen kan. (Titelblatt).
Von missbräuchlicher Verwendung des dargelegten Wissens grenzt sich der Herausgeber klar ab: Hingegen ist mein Sinn und Meynung gar nicht dahin gericht, einem Anlaß und Gelegenheit zu geben, diese Sprache zu lernen, und sich in dergleichen Büberey zu üben (Vorrede: [4]).
Mit dieser Zielsetzung schließt er sich dem Autor der Rotwelschen Grammatik von 1704 und Wendel Humm, dem Autor der Rotwelschen Grammatik von 1583 an, deren Titelei und Einleitung er weitestgehend wörtlich übernahm und konkatenierte.

## Wörterverzeichnisse und Herkunft
Der Wortschatz der Rotwelschen Grammatik, den der Herausgeber aus verschiedenen Quellen geschöpft hat, wird in zwei (jeweils alphabetisch geordneten) Teilen geboten. Teil 1 behandelt das rotwelsche Wort und seine standardsprachliche(n) Bedeutung(en), Teil 2 geht vom standardsprachlichen Lexem aus und ordnet diesem seine rotwelsche Entsprechung zu. Der Umfang des Wortschatzes beträgt jeweils knapp 900 Einträge. Als direkte Quellen für die Rotwellsche Grammatik von 1755 dienten: 
- Die rotwelsche Grammatik von 1583 (oder einer der ähnlichen Drucke von 1590, 1601 und 1620)
- Die rotwelsche Grammatik von 1704
- Moscheroschs Geschichte Philanders von Sittewald um 1640
- Die dritte Auflage des Hildburghäuser Wörterbuchs von 1754
- Der Aufsatz Zusatz zum Rothwälschen Wörterbuche in der Zeitschrift Neue Erweiterungen der Erkenntnis und des Vergnügens, 1753[1]

Es handelt sich um einfache Glossare: Angaben zur Wortart werden nicht gemacht. Etymologische Angaben, die auf die Spendersprachen verweisen, erfolgen durch Kennzeichnung der Lexeme aus dem Jüdischdeutschen mit einem Asteriscus (Sterngen), entsprechend der Kennzeichnung in der dritten Auflage des sogenannten Hildburghäuser Wörterbuchs. Eine weitere Differenzierung nach unterschiedlichen Spendersprachen unterbleibt im Lexikonteil. Dem Herausgeber der Rotwelschen Grammatik ist jedoch spätestens durch seine Vorredner klar, dass es unterschiedliche Spendersprachen gegeben hat und diese ihre Bedingung in der Mehrsprachigkeit der Sprechergemeinschaft des Rotwelsch hatten, wie die aus der 1704er Grammatik übernommene Darlegung in der Vorrede ([3]) ausweist: Weil nun von so vielen zusammengelauffenen Leuten ein jeder seinen Flecken zugetragen, hat es nothwendig einen bunten Pelz geben müssen. So hat der Ebräer sein Adone, Lechem, Keris, Bsaffot u. der Franzose sein barlen, Cavall … beigetragen. Neben dem Hinweis auf Hebraismen und Romanismen im Rotwelsch vermerkt er noch sprachliche Einflüsse der Engelländer, Niederländer, Lateiner, Schwede(n), Frießländer und Dänen.
Die Rotwellsche Grammatik hat teils recht umfangreichen Paraphrasen und Kommentare in der Informationsklasse Bedeutung, zum Beispiel:
- Baldober – ein Mann von der Sache, ein Angeber, Director oder Anstifter der Diebstähle, und bekömmt allezeit doppelte Portion. Die Aproschen haben nicht allemal die Ehre, seinen Namen zu erfahren, indem er nur mit dem Chef cor-respondiret. Die Ursache, warum sein Name verschwiegen bleibt, ist diese: daß kein anderer sich an ihm addressire oder mit dessen Hintansetzung eine andere Gnaife erschnappen möge, vornemlich aber darum, damit der Baldober nicht vermasert oder verrathen wird.
- Blickschieben – die Kinder nackend ausziehen, in denen Dorfschafften Kleider betteln lassen und solche verkauffen.
- Chochum – listiger, gescheider kluger Mann, welchen Namen sich die Ertz=Diebe zueignen, wie sie auch (…) nicht Diebe gescholten werden, sondern [Cho]chumen, kluge, gescheide Leute heissen.

Eine der Forderungen der modernen Sondersprachenforschung, den Wörtern möglichst auch Verwendungsbeispiele beizugeben, erfüllt hier und da schon der Herausgeber der Rotwelschen Grammatik von 1755:
- Alch dich über die Gläntz – troll dich, gehe fort, suche die Ferne.
- Diese Leine wird eine rechte Schwärtze – das wird eine recht finstere Nacht.

Diese langen Erklärung und Verwendungsbeispiel gehen allesamt auf die direkten Vorlagen zurück und stammen zum Teil noch aus dem ursprünglichen Bestand des Liber Vagatorum.

## Traditionszusammenhänge
Insgesamt zehn Ausgaben der „Rotwellschen Grammatik“, die in der direkten Nachfolge des Liber Vagatorum stehen, sind heute bekannt, wobei die erste, von Rudolph Dekk gedruckte Ausgabe bereits um 1535 erschien. Daneben gibt es zwei Nachdrucke von Dekks Ausgabe, ein Unikat aus dem Besitz des Bibliophilen Holzinger, sowie Grammatiken von 1583, 1590, 1601, 1620 und 1704. Schon in der ersten Ausgabe der Rotwelschen Grammatik wird mit der Umkehrung der einzelnen Teile des Liber vagatorum eine inhaltliche Umorientierung spürbar, die in der letzten Ausgabe 1755 schließlich klar ersichtlich wird. Die in der „Vierdte(n) Abhandlung“ zusammengefassten ersten beiden Teile des Liber Vagatorum sind an den Schluss gestellt und zudem inhaltlich sowie nach der Anzahl der Kapitel stark gekürzt. Aus dem einstmals ersten Teil des hochdeutschen Liber Vagatorum fehlen ganze 13 Kapitel in der nun noch 20 Kapitel beinhaltenden „Vierdte(n) Abhandlung“ der Rotwelschen Grammatik, und mit Gänßscheerer, Sefelgräber und Pflüger (S. 72) finden sich lediglich drei der namentlich genannten Bettlertypen aus dem „ander teil“ des Liber Vagatorum wieder. In der Rotwelschen Grammatik liegt demnach der inhaltliche Schwerpunkt nicht mehr auf der ausführlichen Darstellung des Bettler- und Gaunerthums, sondern ganz eindeutig auf der Dokumentation des rotwelschen Vokabulars. Priorität hat von nun an das Rotwelsch als Sprache. Dementsprechend nehmen die gleich an den Anfang des Werkes gestellten Wörterverzeichnisse Rotwelsch-Deutsch und Deutsch-Rotwelsch zusammen mit den „historischen Nachahmungen“ der Dritten Abhandlung den weitaus größten Raum des Werkes ein. 
Im Gegensatz zum Liber Vagatorum wird in der Rotwelschen Grammatik die Verbindung zwischen dem Rotwelsch und seiner Sprechergemeinschaft in der Titelei expliziert. Zumindest indirekt wird darauf verwiesen, dass das Rotwelsch als Geheimsprache die von ihren Sprechern verübten „diebischen Anschläge“ begünstigt habe, womit ein unmittelbarer Zusammenhang zwischen Sprache und kriminellen Handlungen hergestellt wird. Danach ist die Rotwelsche Grammatik noch weit entfernt von einer modernen, auf undifferenzierte Bewertungen verzichtenden sprachwissenschaftlichen Betrachtungsweise. Der Untertitel der Rotwelschen Grammatik von 1755 stellt heraus, dass sich insbesondere das „Spitzbuben=Gesindel“ der rotwelschen Sprache bediene. Auch in der Vorrede wird eine seinerzeit anscheinend weit verbreitete, vernichtende Bewertung des Rotwelsch aufgegriffen; hier wird sie ausdrücklich als „eine nichtswürdige Spitzbuben=Sprache“ (Vorrede: [1]) bezeichnet. Gleichzeitig versucht der Autor in seiner Vorrede jedoch, eine solche einseitig negative Beurteilung des Rotwelsch zu relativieren, indem er darauf verweist, dass auch jede andere Sprache durch einen „unwerthen Mund“ (Vorrede: [2]) missbraucht werden könne. Der Versuch einer vorsichtigen Aufwertung des Rotwelsch kann auch darin gesehen werden, dass er auf die alten, ehrwürdigen Herkünfte der Verdunkelungswörter verweist, die „aus allen alten Sprachen herstamm(ten)“ (Vorrede: [1]).